# Cova de Las Monedas
La Cova de Las Monedas és un jaciment arqueològic enquadrat dins del complex Coves del monte Castillo, i està situada a Puente Viesgo. Està inclosa en la llista del Patrimoni de la Humanitat de la UNESCO des de juliol de 2008, dins del lloc «Cova d'Altamira i art rupestre paleolític del Nord d'Espanya» (en anglès, Cave of Altamira and Paleolithic Cave Art of Northern Spain).
Aquesta formació va ser trobada l'any 1952 per Don Isidoro Blanco. Es tracta d'una cavitat amb un vestíbul d'escasses dimensions que dona accés a un ampli entramat de sales en què es troben estalagmites, estalactites i altres formacions típiques d'una cova.
L'estudi més important de les Monedes va a càrrec d'E Ripol, que el 1972 publica un estudi en què dona compte de l'aparició de materials de l'edat del bronze i de l'edat del ferro, així com certa política del Paleolític i algunes monedes que havien estat amagades en l'època dels Reis Catòlics. A més, hi ha un gran nombre de pintures rupestres similars a les aparegudes en la regió: pintures negres en què es representen cavalls, ossos, cabres ...